# Ali Asad
Ali Asad (* 11. Oktober 1961 in Salamiyya, Syrien) ist ein britischer Kameramann syrischer Herkunft.

## Leben
Asad wurde in Syrien geboren, wuchs aber in England auf. Dort arbeitet er seit 1996 als Kameramann für Film und Fernsehen. 2002 war er der Kameramann bei den 15 Kurzfilmen von Ten Minutes Older. Ein Jahr später arbeitete er in dem Film Poem – Ich setzte den Fuß in die Luft und sie trug mit. 2009 war in dem Horrorfilm Doghouse und 2010 in Footsoldier 2 tätig.
Unter anderem wird Asad auch immer wieder von dem Regisseur Julian Gilbey als Kameramann verpflichtet, wie beispielsweise in Footsoldier und dem Thriller A Lonely Place to Die – Todesfalle Highlands.

## Filmografie (Auswahl)
- 1996: Joe Cocker: Have a Little Faith
- 1996: Mr Children
- 1996: Waiting for Giro
- 1998: Nick Cave & the Bad Seeds: The Videos
- 1999: Ladies & Gentlemen: The Best of George Michael
- 2000: Silent Witness
- 2001: Massive Attack: Eleven Promos
- 2002: Ten Minutes Older
- 2003: Poem – Ich setzte den Fuß in die Luft und sie trug (Poem: I Set My Foot Upon the Air and It Carried Me)
- 2003: The Work of Director Michel Gondry
- 2003: The Best of R.E.M.: In View 1988-2003
- 2003: Faking It
- 2004: Pedantic
- 2004: Europäische Visionen (Visions of Europe)
- 2004: Oasis: Definitely Maybe
- 2005: The Prodigy: Their Law - The Singles 1990-2005
- 2006: Rollin’ with the Nines
- 2007: Footsoldier (Rise of the Footsoldier)
- 2009: Father’s Day
- 2009: Butterfly
- 2009: Doghouse
- 2009: Dead Man Running
- 2010: Footsoldier 2 (Bonded by Blood)
- 2011: A Lonely Place to Die – Todesfalle Highlands (A Lonley Place to Die)
- 2012: Best Laid Plans
- 2012: The Wee Man
- 2013: Between Weathers
- 2022: Marriage (Fernsehvierteiler)

## Auszeichnungen
- 2011 Toronto After Dark Film Festival: Special Award in der Kategorie Beste Kamera (Todesfalle Highlands)
- 2011 Toronto After Dark Film Festival: Special Award in der Kategorie Beste Kamera - Wahl der Fans (Todesfalle Highlands)